# Eupithecia litoris
Eupithecia litoris är en fjärilsart som beskrevs av Mcdunnough 1946. Eupithecia litoris ingår i släktet Eupithecia och familjen mätare. Inga underarter finns listade i Catalogue of Life.